# Tudorel Călugaru
Tudorel Călugăru (n.16 iulie 1960,Galați) este un fost jucător român de fotbal a activat ca portar.

### Activitate
- Victoria Tecuci (1981-1982)
- Oțelul Galați (1982-1990)
- Petrolul Ploiești (1989-1990)
- Oțelul Galați (1990-1995)